# Keçiborlu (plaats)
Keçiborlu is een plaats in het gelijknamige district Keçiborlu, provincie Isparta, en telt 10.390 inwoners (2000).

## In het nieuws
Op 30 november 2007 kwam Keçiborlu in het nieuws toen in de nabijheid Atlasjet-vlucht 4203 neerstortte. Daarbij kwamen (alle) 56 passagiers en bemanningsleden om het leven.